# Lancia Ro
Il Lancia Ro fu un autocarro pesante prodotto dalla Lancia Veicoli Industriali essenzialmente per uso militare. Sullo stesso telaio fu realizzato il Lancia Ro-Ro.

## Lancia Ro

### Storia
Il progetto di questo autocarro nasce intorno al motore. Infatti nei primi anni '30 Vincenzo Lancia aveva acquistato la licenza di fabbricazione di un motore Diesel fabbricato dalla ditta tedesca Junkers, di derivazione aeronautica e quindi particolarmente leggero, compatto e soprattutto parco di consumi rispetto ai motori coevi. Con questo motore viene equipaggiato nel 1933 un nuovo autocarro pesante, denominato Progetto 264 dalla casa costruttrice, ufficialmente  il Lancia Ro viene predisposto anche in versione grigioverde NM (NaftaMilitare). Fino al 1938, quando fu sostituito sulle linee di produzione dal potente Lancia 3Ro, questa versione diesel fu prodotta in 3056 esemplari per il Regio Esercito e 429 per il mercato civile.
Dal 1935 al 1938 venne prodotta, in 1701 esemplari, la versione solo militare chiamata Lancia Ro BM (Benzina), che montava un più tradizionale motore a benzina quattro cilindri a quattro tempi di 5126 cc. Nello stesso anno nacque anche il Lancia Ro-Ro motorizzato con il nuovo 3 cilindri Junkers da 4771 cm³. Concepito per il traino di rimorchi verrà costruito in pochi esemplari circa meno di 500, il suo elevato costo di produzione, la sua affidabilità precaria dovuta al suo macchinoso motore, la mancanza di meccanici in grado di ripararlo ne decretarono l'insuccesso commerciale. Il RO RO non comparve in versione militare.
Gli esemplari dell'esercito vennero distribuiti primariamente alle Divisioni autotrasportabili tipo AS (Africa Settentrionale), ai Reggimenti Carristi ed agli Autocentri.
Il Ro ricevette il battesimo del fuoco nel 1935 nella Guerra d'Etiopia, quando i mezzi dell'Autogruppo Pesante di Manovra arrivarono ad Addis Abeba dopo una marcia di 1600 km su piste sterrate e strade di montagna. Nel 1936 furono inviati con successo in Spagna con il Corpo Truppe Volontarie. La produzione terminò nel 1939, ma fu utilizzato su tutti i fronti della seconda guerra mondiale. Nel dopoguerra, numerosi mezzi dismessi passarono infine sul mercato civile.

### Tecnica
Il modello NM si basava sul motore di concezione tedesca Junkers, un diesel bicilindrico a due tempi, a quattro pistoni contrapposti, aventi la corsa di due diverse misure (mm 150 i pistoni inferiori, mm 100 i pistoni superiori) e quindi con cilindrata di 3181 cm³ e potenza di 64 hp a 1500 giri. La versione BM invece montava un motore nazionale a benzina a quattro cilindri, quattro tempi da 5126 cm³ per 65 hp. L'accensione era manuale ed il cambio a 4 marce ed una retromarcia più le ridotte per un totale di 8 rapporti avanti che permettevano uno sfruttamento ottimale della potenza erogata dal motore, a seconda del tipo di strada e del carico trasportato. Poteva montare sia gomme piene che, per l'uso in colonia, pneumatici. Queste caratteristiche contribuivano a rendere il Ro un autocarro molto maneggevole su tutti i tipi di terreno.
Come succedeva a tutti gli automezzi dell'epoca, la struttura a telaio portante permetteva la realizzazione di varianti e allestimenti, secondo le specifiche del singolo cliente richieste alle carrozzerie specializzate. In particolare, sui telai del Ro e del Ro-Ro non comparvero versioni ribassate per autobus.

### Versioni
Fu prodotto per il Regio Esercito nelle seguenti versioni:
- versione base: con cassone Viberti in legno, poteva trasportare 20 soldati completamente equipaggiati o 5000 kg di materiali.
- Autocisterna carburanti.
- Autocisterna acqua della Viberti.
- Autofficina Mod. 38.
- Ufficio Mobile.
- Trattore d'artiglieria divisionale e di corpo d'armata.
- Portacarri per carri armati leggeri e medi.
- Trasporto quadrupedi: attrezzato con apposite sponde rialzate per il trasporto di muli e cavalli.
- Autosoccorso: montava un paranco posteriore.

## Lancia Ro-Ro
Nel 1935 fu prodotto il Lancia Ro-Ro, sullo stesso telaio del Ro ma motorizzato con un diesel Lancia Tipo 90 a 3 cilindri da 4771 cm³ da 95 hp, costruito su licenza della Junkers e che permetteva una velocità massima di 50 km/h. Fu prodotto in 301 esemplari.

## Galleria d'immagini

Lancia Ro NM Autocisterna
Lancia Ro NM Autosoccorso con il paranco visibile
Lancia Ro NM Trasporto Quadrupedi
Lancia Ro NM Autofficina Mod. 38
Lancia Ro NM Autofficina Mod. 38 in assetto di lavoro
Lancia Ro NM civile con cabina Viberti